# Sporetus seminalis
Sporetus seminalis là một loài bọ cánh cứng trong họ Cerambycidae.